# Paróquia de Lincoln
A Paróquia de Lincoln é uma das 64 paróquias do estado americano da Luisiana. A sede da paróquia é Ruston, e sua maior cidade é Ruston. A paróquia possui uma área de 1 223 km² (dos quais 2 km² estão cobertas por água), uma população de 42 509 habitantes, e uma densidade populacional de 35 hab/km² (segundo o censo nacional de 2000). 